# Olivia Marei
Olivia Marei (* 8. März 1990 in Wiesbaden) ist eine deutsche Schauspielerin.

## Leben
Olivia Marei wuchs in Wien auf. Sie hatte 2000 ihr Bühnendebüt im Kinderchor des Wiener Raimundtheater. 2001/2002 stellte sie Jenny Dackeltreu in der Kinderserie Tom Turbo des ORF dar. 2010 erfolgte ihr Schauspiel-Abschluss in Singapur und 2013 in London. Danach war sie einige Jahre als Theater-Schauspielerin tätig. Seit 2018 gehört sie dem Ensemble der RTL-Fernsehserie Gute Zeiten, schlechte Zeiten an, in der sie seit der am 13. Juli 2018 gesendeten 6550. Folge die Rolle der Polizistin Antonia Ahrens (genannt Toni) spielt. 2019 spielte sie als „Laura“ in der Komödie Hollywoodtürke mit.
Sie lebt in Potsdam mit ihrem Ehemann und hat zwei Söhne (* 2017 und 2022).

## Filmografie (Auswahl)
- 2001–2002: Tom Turbo (Fernsehserie)
- 2017: Mein Blind Date mit dem Leben
- seit 2018: Gute Zeiten, schlechte Zeiten (Fernsehserie)
- 2019: Hollywoodtürke